# Вансда (национални парк)
Национални парк Вансда, познат и као Национални парк Бансда, је заштићено подручје које представља густу шуму Данга и јужног Гуџарата, а налази се у месту Вансда, округ Навсари у држави Гуџарат, Индија. Налазећи се на обалама реке Амбике, парк има површину од приближно 24 km², и лежи око 65 км источно од града Чикали на Националном аутопуту 8 и око 80 км североисточно од града Валсад. Вансда, град од којег потиче име парка, важно је трговачко место за околину. Кроз парк пролази државни аутопут Вансда-Вагаји, као и железничка веза уског колосека која повезује Аву и Билимору. 
Основан је парк 1979. године као Национални парк и као подручје листопадних шума са шумарцима бамбуса „Катас“ а своју лепоту дугује дрвећима која се не секу од 1952. године. Смештено у западном делу Гата у пределу Сахијадри, има јединствену флору и фауну.
Поред ботаничке баште, неке од осталих атракција укључују локална племена као и Центар за конзервацију. Као део развоја екотуризма, влада Гуџарата је развила камп у Киладу. У овом региону постоји и центар за узгајање јелена који одржава Клуб природе Сурат.
Најбоље време за посету је сезона после монсуна до зиме када су шуме бујно зелене, а потоци пуни.
Парк остаје отворен за посетиоце целих дана у недељи.
Редовни термини сафарија су 8:00 - 18:00 часова по локалном времену. Међутим, време се може променити у зависности од доступности сунчеве светлости.
Током монсунских месеци, од јуна до октобра, парк остаје затворен.

## Фауна
Животиње пронађене у парку укључују индијског леопарда, азијски дивљи пас, резус макаки, обичну палмову цибету, Хануман лангур, малу индијску цибету, четверорогу антилопу, дивљу свињу, индијско бодљикаво прасе, мунтжак, пругасту хијену, мачку из џунгле, летећу веверицу, индијског љускавца и индијска џиновска веверица. Такође се могу наћи и питони и отровне змије попут Раселовог поскока, кобре...
Године 1992. у сеоској кући на плантажи манга у овом парку примећена је ретка врста мачке Prionailurus rubiginos а камере потврдиле су присуство две особе у мају 2020. То је било први пут после 50 година да су ови пси потврђени у Гуџарату.
Попут уточишта за дивље животиње Пурна у Дангској шуми и уточишта за дивље животиње Шулпанешвар, бенгалски тигар је наводно изумро у држави Гуџарат. Међутим, будући да подручје на којем се држава граничи са Махараштра и Мадиа Прадеш ионако има тигрове, шума је потенцијално станиште тигра.

## Флора
Постоје 443 врсте цветних биљака. То укључује тиковину, садад, какро, кадад, хумб, тимру, калам, бамбус, дудхкод, махудо, бехда, умаро, кусум, танач, асан, шимло, амбла, сисам, чопади бондаро итд. 

## Галерија
- Улаз
- Улазнице